# Eunice simplex
Eunice simplex är en ringmaskart som beskrevs av Peters 1855. Eunice simplex ingår i släktet Eunice och familjen Eunicidae. Inga underarter finns listade i Catalogue of Life.